# ریحانه (مجموعه تلویزیونی)
ریحانه یک مجموعه تلویزیونی به کارگردانی سیروس مقدم، نویسندگی آرش قادری و تهیه‌کنندگی احمد شهرابی فراهانی می‌باشد که در سال ۱۳۸۴ از شبکه سه تلویزیون دولتی ایران پخش شد. این مجموعه در ۲۷ قسمت ۴۵ دقیقه‌ای تهیه شد.
«ریحانه» داستان زندگی دختری تنها است که در روند زندگی عادی خود ناگهان متوجه می‌شود از نظر پیشینه خانوادگی آن چیزی نیست که تاکنون فکر کرده است. همین مسئله باعث می‌شود تا او برای پیدا کردن گذشته‌اش با افراد جدیدی روبرو شود که …

## عوامل
- کارگردان: سیروس مقدم
- تهیه‌کننده: احمد شهرابی فراهانی
- نویسنده: آرش قادری
- مجری طرح: فاطمه بازیان
- جانشین تولید: حسین عباسی
- مدیر تصویربرداری: مجید فرزانه
- طراح نور: امیر معقولی
- مدیر تدوین: حسین غضنفری
- تدوین: خشایار موحدیان، بهزاد مصلح، سودابه سعیدنیا
- صدا: جواد مقدس
- آهنگساز: کارن همایونفر
- طراحی چهره پردازی: مهین نویدی، بابک شعاعی
- طراحی صحنه و لباس: فروزان جلیلی فر
- مدیر برنامه‌ریزی: الهام غفوری
- دستیار اول کارگردان: افشین سنگ‌چاپ
- منشی صحنه: ساشار بابایی
- عکاس: محمد فوقانی
- تیتراژ: ساسان توکلی فارسانی
- دستیار برنامه‌ریز: سعید عباسی
- دستیاران کارگردان: پوریا جاویدپور، نوید شیرازی
- دستیار تصویر: حسین مختاری
- اجرای گریم: پروین نویدی، مجتبی عسگری، شهرزاد قاجار
- دستیار صحنه و لباس: حامد دباغ تفرشی